# Pegomya nigracaerulea
Pegomya nigracaerulea är en tvåvingeart som beskrevs av John Otterbein Snyder 1952. Pegomya nigracaerulea ingår i släktet Pegomya och familjen blomsterflugor. Inga underarter finns listade i Catalogue of Life.